# Carlo Armellini
Carlo Armellini (ur. 1777 w Rzymie, zm. 1863 w Saint-Josse-ten-Noode) – włoski polityk, działacz niepodległościowy i prawnik, członek triumwiratu rządzącego krótkotrwałą Republiką Rzymską w 1849 roku, razem z Giuseppe Mazzinim i Aurelio Saffim.
Armellini urodził się w Rzymie, wówczas części Państwa Kościelnego. Po ucieczce Piusa IX i zamordowaniu Pellegrino Rossiego został ministrem spraw wewnętrznych, zorganizował Zgromadzenie Konstytucyjne Republiki Rzymskiej. Wspólnie z Antonio Salicetim pisał konstytucję państwa.
Po zajęciu przez Francję Republiki Rzymskiej udał się na wygnanie do Belgii, gdzie zmarł w Saint-Josse-ten-Noode w 1863 roku.